# Публикани
Публикани (лат. publicanus /једнина/, publicani /множина/) су били јавни службеници који су радили за Римско царство. Зато што су били најпознатији по прикупљању путарине и пореза они се обично описују као цариници или порезници.
У окупираној Јудеји у време Исуса, публикани су били презрени Јевреји који су сарађивали са Римским царством. Они су били омражени у народу због сарадње с окупаторским властима и због тога што су изнуђивали новац од сиромашнога становништва. У том смислу се помињу у причи о фарисеју и царинику. Неки од најпознатијих хришћана публикана су били апостол Матеј и Захеј.